# Darkseid
Darkseid is een fictieve superschurk uit de strips van DC Comics. Hij is vooral een tegenstander van Superman. Het personage werd bedacht door Jack Kirby als onderdeel van de Fourth World stripserie. Hij maakte zijn debuut in Superman's Pal Jimmy Olsen #134 (november 1970).

## Achtergrond
Darkseid werd geboren als Uxas. Zijn huidige naam is een woordspeling op de uitdrukking Dark Side (Duistere Zijde of Duistere Kant). Hij is de heerser van de planeet Apokolips.
Darkseid is geobsedeerd door het vinden van de Anti-Life Equation waarmee hij het universum zou kunnen veroveren. Zijn grootste drijfveer voor het veroveren van het universum is dat hij dan de vrije wil kan elimineren en zo het universum herscheppen zoals hij het graag ziet. Daar Darkseid ervan overtuigd is dat mensen de sleutel tot de Anti-Life Equation bezitten, zet hij zijn zinnen voornamelijk op de Aarde.
Bij zijn aanvallen op de Aarde heeft Darkseid onder andere geprobeerd de Olympische Goden van de Aarde uit te schakelen. Tevens heeft hij veel van Wonder Womans mede-amazones gedood. Vrijwel elke keer dat hij de Aarde aanviel, werd hij tegengehouden door Superman of de Justice League.
Darkseid heeft drie zonen: Orion, Kalibak en Grayven. Het is voorspeld door de Bron dat Orion uiteindelijk Darkseid zou doden. Daar Darkseid een god is, kan hij niet aan dit noodlot ontsnappen.

## Krachten en vaardigheden
Darkseid is erg machtig, omdat hij een god is. Zijn voornaamste kracht is het Omega Effect, een vorm van energie die hij uit zijn ogen kan afvuren. Deze energie is niet alleen een aanval, maar kan ook personen en voorwerpen teleporteren naar andere locaties. Darkseid heeft nauwkeurige controle over zijn Omega Effect stralen en kan ze zelfs om een hoek laten schieten. De stralen kunnen vrijwel elk materiaal penetreren.
Darkseid beschikt verder over bovenmenselijke kracht en uithoudingsvermogen die zelfs die van Superman kunnen evenaren. Darkseid kan als hij gewond raakt zeer snel genezen.
Darkseid bezit tevens psionische krachten. Hij kan met zijn gedachten materie manipuleren op moleculair niveau. Hij kan telekinese en telepathie gebruiken voor verschillende effecten. Darkseid is erg intelligent. Hij staat bekend als een meesterstrateeg en -planner, met toegang tot de volledige technologische voorraden van Apokolips.

## In andere media
- Darkseid verscheen in de series Super Friends: The Legendary Super Powers Show en The Super Powers Team: Galactic Guardians. Zijn stem werd gedaan door Frank Welker.

- Darkseid was een prominent personage in het DC Animated Universe, waarin zijn stem werd gedaan door Michael Ironside. Hij maakte zijn debuut in Superman: The Animated Series in de dubbele aflevering "Apokolips...Now!". Deze versie van Darkseid dook daarna ook op in de series Justice League en Justice League Unlimited.

- Darkseid is de primaire antagonist in de direct-naar-video film Superman/Batman: Apocalypse, waarin Andre Braugher zijn stem doet.

- Darkseid is de primaire antagonist in het tiende en tevens laatste seizoen van Smallville.